# Droga wojewódzka 531
Die Droga wojewódzka 531 (DW 531) ist eine elf Kilometer lange Droga wojewódzka (Woiwodschaftsstraße) in der polnischen Woiwodschaft Ermland-Masuren, die Łukta mit Podlejki verbindet. Die Strecke liegt im Powiat Ostródzki und im Powiat Olsztyński.

## Streckenverlauf
Woiwodschaft Ermland-Masuren, Powiat Ostródzki
-  Łukta (Locken) (DW 527, DW 530)
- Spórka (Sporken)
- Worliny (Worleinen)

Woiwodschaft Ermland-Masuren, Powiat Olsztyński
- Łęgucki Młyn (Mühle Langgut)
- Łęguty (Langgut)
-  Podlejki (Podleiken) (DK 16)